# Giovane e violento
Giovane e violento (Knallhart) è un film del 2006 diretto da Detlev Buck e tratto dal romanzo Knallhart di Gregor Tressnow.

## Trama
Quando Miriam interrompe la relazione con il suo ricco amante, la donna è costretta a trasferirsi col quindicenne figlio Michael in un quartiere povero e multirazziale di Berlino. Il ragazzo stringe amicizia con i nuovi vicini, ma a scuola diventa ben presto vittima del bullo Errol e della sua banda. In cerca di soldi facili, Michael entra nel mondo degli spacciatori ed in cambio della loro protezione inizia a lavorare per loro come corriere della droga.

## Distribuzione
In Italia il film è stato inizialmente distribuito in sala dalla Teodora Film 14 luglio 2006 col titolo internazionale Tough Enough. È stato poi distribuito in video col titolo Giovane e violento.

## Riconoscimenti
- 2006 - Festival internazionale del cinema di Berlino
  - Premio FIPRESCI
  - Label Europa Cinemas
- 2006 - Brothers Manaki International Film Festival
  - Bronze Camera 300
- 2006 - Deutscher Filmpreis
  - Lola d'oro al miglior montaggio
  - Lola d'oro alla migliore colonna sonora
  - Lola d'argento al miglior film
- 2006 - Nuremberg Film Festival "Turkey-Germany"
  - Miglior attore a David Kross[3]
  - Candidato come miglior film
- 2006 - New Faces Awards
  - Candidato al New Faces Award per il miglior attore a David Kross
- 2006 - Undine Awards
  - Undine Award per il miglior giovane attore non protagonista a Oktay Özdemir
  - Candidato all'Undine Award per il miglior giovane attore protagonista a David Kross
- 2007 - German Film Critics Association Awards
  - German Film Critics Award alla migliore colonna sonora